# Maswel Ananias Silva
Maswel Ananias Silva, noto anche con lo pseudonimo di Max (Rio de Janeiro, 28 giugno 2002), è un calciatore brasiliano, attaccante dell'Athletic.

## Carriera
Max è cresciuto nel settore giovanile del Sampaio Corrêa-RJ, con cui ha giocato nel Campeonato Carioca Série A2 e nel Campionato Carioca. Nel 2024 è ceduto in prestito al neopromosso Atl. Goianiense, ed il 14 aprile ha debuttato in Série A nell'incontro perso 2-1 contro il Flamengo.

## Statistiche
Statistiche aggiornate al 6 giugno 2024.

### Presenze e reti nei club
| Stagione        | Squadra           | Campionato      | Campionato | Campionato | Coppe nazionali | Coppe nazionali | Coppe nazionali | Coppe continentali | Coppe continentali | Coppe continentali | Altre coppe | Altre coppe | Altre coppe | Totale | Totale | Totale |
| Stagione        | Squadra           | Comp            | Pres       | Reti       | Comp            | Pres            | Reti            | Comp               | Pres               | Reti               | Comp        | Pres        | Reti        | Pres   | Reti   |        |
| --------------- | ----------------- | --------------- | ---------- | ---------- | --------------- | --------------- | --------------- | ------------------ | ------------------ | ------------------ | ----------- | ----------- | ----------- | ------ | ------ | ------ |
| 2023            | Sampaio Corrêa-RJ | A2/RJ           | 10         | 2          |                 | -               | -               |                    | -                  | -                  |             | -           | -           | 10     | 2      |        |
| 2024            | Sampaio Corrêa-RJ | A/RJ            | 12         | 5          |                 | -               | -               |                    | -                  | -                  |             | -           | -           | 12     | 5      |        |
| 2024            | Atl. Goianiense   | A               | 5          | 0          | CB              | 1               | 0               |                    | -                  | -                  |             | -           | -           | 6      | 0      |        |
| Totale carriera | Totale carriera   | Totale carriera | 27         | 7          |                 | 1               | 0               |                    | -                  | -                  |             | -           | -           | 28     | 7      |        |

## Palmarès

### Individuale
- Capocannoniere del Campionato Carioca: 1

2025 (6 reti)